# 德意志皇帝威廉二世退位

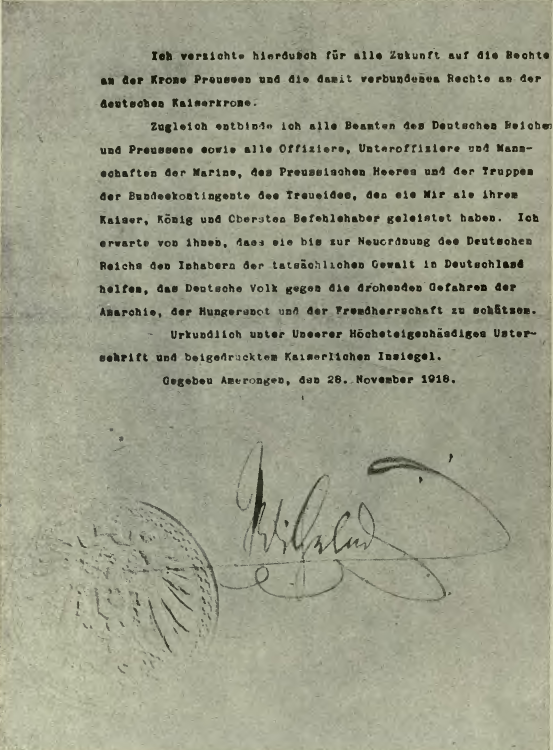
威廉二世退位书

1918年11月，德意志皇帝兼普鲁士国王威廉二世退位。11月9日，時任帝國總理马克西米利安亲王宣布威廉二世退位，28日威廉二世於流亡地荷兰阿默龙根发表正式书面声明予以追認，從而終結霍亨索伦家族对普鲁士及其前身勃兰登堡500年來的统治。威廉在1888年6月15日至1918年11月9日期间统治德国和普鲁士。在退位声明和1918-19年德国革命之后，作为法律定义的阶级的德国贵族被废除。1919年8月11日魏玛宪法颁布后，所有德国人被宣布在法律面前一律平等。德国各州共22个统治親王也不得不放弃他们的君主头衔和领地。在这些君主国家元首中，有四个拥有国王的头衔（普鲁士、巴伐利亚、萨克森和符腾堡），六人拥有大公头衔，五人拥有公爵头衔，七人拥有親王头衔。